# Des morts
Des morts è un film documentario del 1979 diretto da Dominique Garny, Jean-Pol Ferbus, Thierry Zéno.
Il film documenta le usanze funebri di sei nazioni su tre continenti  (Messico, Stati Uniti d'America, Belgio, Corea del Sud, Thailandia e Nepal), con alcune interviste e privo di commento fuori campo .

## Accoglienza
Funerali, autopsie e rituali vengono ripresi con stile "etnografico (...), serio e metodico, benché a volte sfumato da occasionali tendenze da mondo movie" .

## Riconoscimenti
- San Antonio Festival
  - 1981 - Gran premio per il miglior lungometraggio